# آلبازینکا
آلبازینکا (به لاتین: Albazinka) یک منطقهٔ مسکونی در روسیه است که در استان آمور واقع شده‌است.